# Dvojezična literarna praksa na Koroškem po letu 1991
Dvojezična literarna praksa na Koroškem po ukinitvi literarne revije mladje (1991) in njen položaj v nadregionalnem interakcijskem literarnem prostoru je literarnovedni raziskovalni projekt, ki se izvaja na Inštitutu za slavistiko Univerze v Gradcu. Financira ga Avstrijski znanstveni sklad (FWF) za obdobje dveh let (1. 3. 2016–28. 2. 2018).

## Opis projekta
Literarna produkcija koroških Slovencev je po ukinitvi revije mladje leta 1991 in v sklopu geopolitičnih preobratov doživela številne znatne spremembe. Njena zadnja obsežnejša analitična inventarizacija sega v leto 1998, ko je izšla druga izdaja monografije Janeza Strutza Profile der neueren slowenischen Literatur in Kärnten. Cilj projekta je zato izdelati aktualen integralen prikaz dvojezične literarne prakse na Koroškem. Pri tem sledi pristopu, ki literature koroških Slovencev ne razume kot krajevno zasidrano manjšinsko literaturo, temveč jo opisuje z vidika njene vpetosti v nadregionalni in transnacionalni prostor. Takšen prikaz zajema tudi dela in avtorje drugega porekla, ki so s koroškimi Slovenci, njihovo literaturo in ustanovami v kakršnem koli razmerju – npr. ker svoja dela objavljajo pri dvojezični založbi (npr. Drava) ali v svojih besedilih obravnavajo tematiko, povezano s koroškimi Slovenci ali z dvojezično Koroško. Poleg tega projekt odpira raziskovalno vprašanje, ali gre pri tem interakcijskem prostoru za svojstven literarni podsistem na stičišču več polisistemov.

## Projektna skupina
Vodja projekta je Andrej Leben, redni profesor za slovensko književnost in kulturo na Inštitutu za slavistiko Univerze v Gradcu. Znanstvena sodelavca sta Erwin Köstler, svobodni prevajalec in raziskovalec, in Dominik Srienc, pisatelj, slovenist in nemcist. Poleg teh pri projektu sodeluje še asistent študent. Številni strokovnjaki iz Avstrije in Slovenije, med drugimi npr. Klaus Amann in Urška Perenič, kot kooperacijski partnerji s svojim znanjem podpirajo projektno skupino.

## Dejavnosti
Rezultati projektnega dela bodo objavljeni v tiskani obliki, dostopni pa bodo tudi v podatkovni bazi in bodo tako služili kot izhodišče za nadaljnje raziskovanje. Poleg tega je načrtovan simpozij o dvo- in večjezični literaturi v regiji Alpe-Adria. Sklenjeno je bilo tudi sodelovanje s profesorji in dijaki ZG/ZRG za Slovence v Celovcu.